# Jambi
«Jambi» — песня американской метал-группы Tool и сингл с их четвёртого студийного альбома 10,000 Days. Он стал официально доступен на радио 12 февраля 2007 года.

## О песне
«Jambi» начинается и в основном исполняется в размере 9/8, перемежаясь частями в размере 6/4. Первый переход на 6/4 начинается в части, непосредственно предшествующей гитарному соло, и продолжается до самого соло. Во время соло Адам Джонс использует эффект ток-бокса, Джастин Чанселлор играет в размере 6/4, но, в отличие от остальной части группы, он делит рифф на импульсы 4+2, Дэнни Кэри аккомпанирует в размере 6/4 с полиритмом 4 на 3, чтобы связать басовую партию с остальными инструментами. Когда соло заканчивается и песня переходит в следующую часть, ударные и бас-гитара возвращаются в размер 9/8, а гитара остается в размере 6/4, создавая полиметр. Как только вокал присоединяется к 9/8, гитара снова переключается на 9/8. Затем вся группа остается в размере 9/8 до тех пор, пока на последних двух тактах не вернётся в размер 6/4, в которых повторно используются первые два такта первой части 6/4.
Считается, что название песни в первую очередь относится к метру ямба, используемому в тексте песни, поскольку «jambi» на финском означает «ямб». Барабанщик Дэнни Кэри заявил, что когда басист Джастин Ченселлор сыграл басовую дорожку песни, она сразу же напомнила ему детскую телевизионную программу «Pee-wee's Playhouse», тогда певец Мейнард Джеймс Кинан подумал о джинне «Джамби» и ему пришла в голову идея сделать тема песни о загадывании желаний.

## Список композиций
| №  | Название                                      | Длительность |
| -- | --------------------------------------------- | ------------ |
| 1. | «Jambi» (версия с обрезанным наполовину соло) | 6:23         |
| 2. | «Jambi» (альбомная версия)                    | 7:28         |

## Участники записи
- Мэйнард Джеймс Кинан — вокал
- Адам Джонс — гитара
- Джастин Чанселлор — бас-гитара
- Дэнни Кэри — ударные

## Чарты
| Чарт (2007)                         | Высшая позиция |
| ----------------------------------- | -------------- |
| США (Billboard Alternative Airplay) | 23             |
| США (Billboard Mainstream Rock)     | 7              |